# Pyxichromis orthostoma
Pyxichromis orthostoma là một loài cá thuộc họ Cichlidae. Nó là loài đặc hữu của Uganda.